# Isola Vysokij
L'isola Vysokij (in russo Остров Высокий, ostrov Vysokij, in italiano "isola alta") è un'isola russa che fa parte dell'arcipelago di Severnaja Zemlja ed è bagnata dal mare di Kara.
Amministrativamente fa parte del distretto di Tajmyr del Territorio di Krasnojarsk, nel Distretto Federale Siberiano.

## Geografia
L'isola è situata nella parte centrale dello stretto dell'Armata Rossa (пролив Красной Армии, proliv Krasnoj Armii), 2,1 km a nord dell'isola della Rivoluzione d'Ottobre, tra capo Nizkij (мыс Низкий, mys Nizkij) a ovest e capo Ožidanij (мыс Ожиданий, mys Ožidanij) a est.
Ha una forma allungata in direzione est-ovest, con una larghezza massima di 2 km e una lunghezza di 4,3 km. Sull'isola sono presenti due rilievi: il più alto è una scogliera nella parte orientale, raggiunge i 42 m s.l.m. e nelle vicinanze si trova un punto di triangolazione geodetica, l'altro si trova a ovest e misura 25 m.s.l.m.
Le coste sono piatte. Il territorio è libero dal ghiaccio e non sono presenti né fiumi né laghi.

## Isole adiacenti
- Isole Raznye (островa Диабазовые, ostrova Raznye), 2 piccole isole a sud-est.